# Exit Vine
Exit Vine é uma série juvenil online norte-americana transmitida pela Red Bull. Esta série interactiva online começou a 28 de Janeiro de 2013 e é protagonizada pela famosa cantora e atriz internacional Mia Rose, que se tornou uma estrela através da plataforma online YouTube e pela cantora norte-americana de rock Hannah Mulholland. 
A série Exit Vine conta com 8 episódios. Esta série terminou a 6 de Maio de 2013.